# Saint-Christophe-Dodinicourt

Saint-Christophe-Dodinicourt este o comună în departamentul Aube din nord-estul Franței. În 1 ianuarie 2022 avea o populație de 32 de locuitori.